# Праисторическа археология
Праисторическата археология е дял на археологията, който представлява изследване на човешкото минало в периода на праисторията.
Самото определение може да е и по обхватно, тъй като в някои случаи човешките култури процъфтяват и създават сложни политически, икономически и идеологически общества без писмена система. По-често срещаното определение на праисторическата археология е изследването на човешкия ловец, който се събира на групи, преди да се установи в заседнали (постоянни) селища.
В Централна Европа праисторията завършва с келтите. Изследванията се фокусират върху първите селскостопански общества и металните епохи (среднокаменна – мезолит, новокаменна – неолит, бронзова и желязна епоха).